# Trần Du Lịch
Trần Du Lịch (sinh ngày 19/8/1952) là đại biểu Quốc hội Việt Nam khóa XIII, thuộc đoàn đại biểu Thành phố Hồ Chí Minh.

## Xuất thân
Dân tộc: Kinh
Tôn giáo: không
Quê quán: Xã Cát Tài, huyện Phù Cát, tỉnh Bình Định
Nơi cư trú (nơi ở hiện nay): 112/23 Nguyễn Văn Hưởng, phường Thảo Điền, thành phố Thủ Đức, Thành phố Hồ Chí Minh

## Giáo dục
Trình độ học vấn: Tiến sĩ chuyên ngành Kinh tế, Cao cấp Quản lý Nhà nước

## Sự nghiệp
Nghề nghiệp, chức vụ: Phó Trưởng Đoàn chuyên trách Đoàn đại biểu Quốc hội TP.Hồ Chí Minh
Ngày vào Đảng: 26/7/1993
Trước đó là đại biểu Quốc hội khoá (nếu có): IX
Nơi làm việc: Đoàn đại biểu Quốc hội TP.Hồ Chí Minh
Địa chỉ liên hệ: Trụ sở Đoàn ĐBQH TP - số 2Bis Lê Duẩn, phương Bến Nghé, quận 1, TP.Hồ Chí Minh
Ngày 28 tháng 7 năm 2017, Tổ Tư vấn kinh tế của Thủ tướng Chính phủ Việt Nam Nguyễn Xuân Phúc nhiệm kì 2016-2021 được thành lập theo Quyết định 1120/QĐ-TTg, ông là một trong 15 thành viên.

## Ủng hộ phát triển kinh tế biển ở huyện Cần Giờ
Đồng tình với ý kiến của ông Võ Văn Hoan về phát triển kinh tế biển, Tiến sĩ Trần Du Lịch, nguyên Viện trưởng Viện Kinh tế Thành phố, cho biết chiến lược phát triển kinh tế biển đã có từ thuở sơ khai. Với lợi thế là cửa ngõ cảng biển từ khi mới hình thành, nhiệm vụ chính của Thành phố hiện nay là nâng cấp, mở rộng hệ thống cảng hiện hữu, phát triển mạnh hơn những công ty, tập đoàn vận tải biển, hoàn thiện mô hình đô thị biển đẳng cấp… Để phát triển đô thị biển Cần Giờ, nên giao cho một nhà đầu tư tầm cỡ (như Vingroup) chịu trách nhiệm tổng thể, dưới sự giám sát nghiêm ngặt về quy hoạch và quá trình thực thi theo ý muốn của ông Hoan. Nếu phân nhỏ dự án, chia năm xẻ bảy sẽ rất dễ dẫn tới nát quy hoạch, phá hủy cả khu đô thị.

## Khen thưởng
- Huân chương lao động hạng III
- Nhiều bằng khen của Thủ tướng Chính phủ; Bộ Bưu chính - Viễn thông và Ủy ban nhân dân TP.Hồ Chí Minh